# Enoplognatha thoracica
Enoplognatha thoracica (Hahn, 1833) è un ragno appartenente alla famiglia Theridiidae.

## Distribuzione
La specie è stata reperita in diverse località della regione olartica.

## Tassonomia
Non sono stati esaminati esemplari di questa specie dal 2007.
Attualmente, a dicembre 2013, non sono note sottospecie